# Президенти-Пруденти (микрорегион)
Президенти-Пруденти (порт. Microrregião de Presidente Prudente) — микрорегион в Бразилии, входит в штат Сан-Паулу. Составная часть мезорегиона Президенти-Пруденти. 
Население составляет 	573 368	 человек (на 2010 год). Площадь — 	17 514,802	 км². Плотность населения — 	32,74	 чел./км².

## Демография
Согласно сведениям, собранным в ходе переписи 2010 г. Национальным институтом географии и статистики (IBGE), население микрорегиона составляет:						
| Полное население                             | Полное население                             | Полное население                             | Полное население                             | 573 368 |
| -------------------------------------------- | -------------------------------------------- | -------------------------------------------- | -------------------------------------------- | ------- |
| в том числе:                                 | Городское население                          | 514 625                                      | Процент городского населения, %              | 89,75   |
|                                              | Сельское население                           | 58 743                                       | Процент сельского населения, %               | 10,25   |
|                                              | Мужское население                            | 282 788                                      | Процент мужского населения, %                | 49,32   |
|                                              | Женское население                            | 290 580                                      | Процент женского населения, %                | 50,68   |
| Плотность населения, чел/км²                 | Плотность населения, чел/км²                 | Плотность населения, чел/км²                 | Плотность населения, чел/км²                 | 32,74   |
| Население микрорегиона в % к населению штата | Население микрорегиона в % к населению штата | Население микрорегиона в % к населению штата | Население микрорегиона в % к населению штата | 1,39    |

## Статистика
- Валовой внутренний продукт на 2003 составляет 5 037 805 168,00 реалов (данные: Бразильский институт географии и статистики).
- Валовой внутренний продукт на душу населения на 2003 составляет 8919,75 реалов (данные: Бразильский институт географии и статистики).
- Индекс развития человеческого потенциала на 2000 составляет 0,802 (данные: Программа развития ООН).

## Состав микрорегиона
В составе микрорегиона включены следующие муниципалитеты:
1. Алфреду-Маркондис
2. Аньюмас
3. Каябу
4. Каюа
5. Эмилианополис
6. Эстрела-ду-Норти
7. Эуклидис-да-Кунья-Паулиста
8. Индиана
9. Жуан-Рамалью
10. Мараба-Паулиста
11. Мартинополис
12. Миранти-ду-Паранапанема
13. Нарандиба
14. Пикероби
15. Пирапозинью
16. Президенти-Бернардис
17. Президенти-Эпитасиу
18. Президенти-Пруденти
19. Президенти-Венсеслау
20. Раншария
21. Реженти-Фейжо
22. Рибейран-дуз-Индиус
23. Розана
24. Сандовалина
25. Санту-Анастасиу
26. Санту-Эспедиту
27. Тасиба
28. Тарабаи
29. Теодору-Сампаю
30. Алварис-Машаду